# Arene riisei
Arene riisei är en snäckart som beskrevs av Alfred Rehder 1943. Arene riisei ingår i släktet Arene och familjen turbinsnäckor. Inga underarter finns listade i Catalogue of Life.